# Subida a Urraki
A Subida a Urraki é uma corrida de ciclismo espanhola disputada no mês de maio em torno de Azpeitia (Gipuzkoa), no País Basco. Está reservada aos ciclistas maiores de 19 a 26 anos e figura no calendário do Torneio Euskaldun.
Clássica prestigiosa do calendário basco, de numerosos ciclistas de fama têm inscrito o seu nome ao palmarés da prova antes de passar nas faixas profissionais, tais que Federico Echave, Pello Ruiz Cabestany, José Luis Rubiera, Francisco Mancebo ou ainda Joaquim Rodríguez.

## Palmarés desde 1996
| Ano   | Ganhador                    | Segundo                   | Terceiro           |
| ----- | --------------------------- | ------------------------- | ------------------ |
| 1996  | Juan José de Los Ángeles    |                           |                    |
| 1997  | ?                           | ?                         | ?                  |
| 1998  | Iam Sastre                  | Mikel Artetxe             | Javier Nieto       |
| 1999  | Alexander Gallastegui       | Iam Sastre                | Unai Yus           |
| 2000  | Joaquim Rodríguez           | Óscar García Lago         | Iñaki Macías       |
| 2001  | Jesús Hernández Blázquez    | Alberto Contador          | Lander Euba        |
| 2002  | Jokin Ormaetxea             | Juan José Climent         | Antton Luengo      |
| 2003  | Jokin Ormaetxea             | Mikel Elgezabal           | Gorka Verdugo      |
| 2004  | Rubén Pérez                 | Jorge Azanza              | Ibon Isasi         |
| 2005  | Aitor Marchena              | Ismael Esteban            | Alberto Losada     |
| 2006  | Francisco Gutiérrez Álvarez | Egoitz Murgoitio          | Ismael Esteban     |
| 2007  | Eder Salas                  | Ismael Esteban            | Aitor Olano        |
| 2008  | Cristian Castro             | Paul Kneppers             | Andrey Amador      |
| 2009  | Fabricio Ferrari            | David Gutiérrez Gutiérrez | Mikel Landa        |
| 2010  | Daniel Díaz                 | Paul Kneppers             | Michael Torckler   |
| 2011  | Ugaitz Artola               | Paul Kneppers             | Gastón Agüero      |
| 2012  | Arkaitz Durán               | Ariel Sivori              | Higinio Fernández  |
| 2013  | Pedro Gregori               | Antonio Molina            | Higinio Fernández  |
| 2014  | Mikel Bizkarra              | Antton Ibarguren          | Martín Lestido     |
| 2015. | Antonio Pedrero             | Jorge Arcas               | Rafael Márquez     |
| 2016  | Richard Carapaz             | Josu Zabala               | Jhonatan Cañaveral |
| 2017  | Manuel Sola                 | Beñat Etxabe              | Martí Márquez      |
| 2018  | Iván Moreno                 | Tiago Antunes             | Carlos Cobos       |
| 2019  | Marc Buades                 | Mikel Mujika              | Oier Lazkano       |